# August Breidenstein
August Friedrich Breidenstein (* 28. November 1810 in Homburg vor der Höhe; † 24. April 1835 in New Orleans) war ein deutscher Arzt und Revolutionär der Vormärz-Epoche.

## Leben
August Breidenstein war Sohn des Oberhofpredigers Johann Georg Breidenstein (†  29. März 1847). Er immatrikulierte sich am 5. Mai 1828 an der Hessischen Ludwigs-Universität und war ab Juli 1828 Medizinstudent. Er war im Corps Starkenburgia aktiv. Zum Sommersemester 1830 wechselte er an die Georg-August-Universität Göttingen, wo er sich der Deutschen Verbindung anschloss.
Mit seinem Bruder Friedrich Breidenstein, einem Gießener Burschenschafter, beteiligte er sich in Krakau am Novemberaufstand, der von zaristischen Truppen niedergeschlagen wurde. Die Brüder kehrten mit polnischen Emigranten ins Großherzogtum  Hessen zurück. Die Polen, vorwiegend junge Adlige und Offiziere zogen in endlosen Kolonnen auf ihnen vorgeschriebenen Straßen durch die deutschen Lande, um ins französische oder Schweizer Exil zu gelangen. Eine dieser Kolonnen führte 1831/32 auch durch Gießen, wo sie von der Bevölkerung herzlich aufgenommen wurde. Es fanden tagelange Festlichkeiten und Tanzveranstaltung statt. Die Polen brachten dabei einen ihrer Nationaltänze, die  Polonaise, nach Gießen. Allerdings mussten sie alsbald weiterziehen. Am 7. Juni 1831 wurde August Breidenstein zum Dr. med. promoviert. Ab 1832 war er Militärarzt in Homburg.
Breidenstein gehörte zum Kreis um den Gießener Pfarrer Friedrich Ludwig Weidig. Mit seinem Bruder gehörte er 1832/33 zu einer revolutionären Gruppe, die sich für die Beseitigung von Unterdrückung und Zensur einsetzte. Man wollte die staatliche Macht an Recht und Gesetze binden und von der Fürstenherrschaft trennen. In dieser Gruppe waren auch die ehemaligen Teutonen Eduard Scriba und Ernst Schüler. In seiner Eigenschaft als Militärarzt in Homburg drängte Breidenstein die Soldaten sich an seinem Vorhaben zu beteiligen. Wie spätere Kriminaluntersuchungen ergaben, waren die Brüder Breidenstein – anders als Scriba und Schüler – am Frankfurter Wachensturm offensichtlich nicht beteiligt. Da sie dennoch im  Verdacht standen, zogen sie es vor, über Straßburg, Paris und Genf nach Bern zu emigrieren. Dort beteiligten sie sich am sog. Savoyerzug, einer von der Schweiz ausgehenden kriegerischen Handlung zur Befreiung Sardiniens. Beide Brüder sind im Schwarzen Buch der Frankfurter Bundeszentralbehörde (August Friedrich Breidenstein unter Eintrag Nr. 182) festgehalten.
Als Führer der Republikaner stieß August Breidenstein dabei auf Giuseppe Mazzini, der eine literarische Gruppe unter den Bezeichnungen Junges Europa und Junges Italien gegründet hatte. In Streitschriften warb Mazzini unter anderem für ein geeintes Europa. Nach dem gescheiterten Savoyerzug gründete August Breidenstein mit einigen Gleichgesinnten das Junge Deutschland. Als ebenfalls literarische Bewegung versuchte sie den deutschen Freiheitsgedanken zu verbreiten. Um ein Bündnis mit Mazzini zustande zu bringen, erarbeitete Breidenstein eine vertragliche Grundlage. Unterzeichnet wurde diese „Verbrüderungsakte“ von Mazzini und den Brüdern Breidenstein am 15. April 1834. Als Mitverantwortlicher des Flugblatts An die Unterdrückten Teutschlands wurde August im Juni 1834 verhaftet. Wegen ihrer politischen Aktionen aus der Schweiz ausgewiesen, wanderten die Brüder in die  Vereinigten Staaten aus. Sie ließen sich in New York City nieder. Bald schwer erkrankt, wurde August von seinem Bruder gepflegt. Mit 25 Jahren erlag er dem „Nervenfieber“.